# Phasia japanensis
Phasia japanensis är en tvåvingeart som beskrevs av Sun 2003. Phasia japanensis ingår i släktet Phasia och familjen parasitflugor. Inga underarter finns listade i Catalogue of Life.